# 名劍
《名劍》是一部1980年香港武俠片，導演谭家明的处女作，由郑少秋、徐少强、高雄、田丰等主演。武术指导由程小东擔任；主题曲〈名劍〉由顧嘉煇作曲及編曲、黄霑填词、鄭少秋主唱。本片是香港新浪潮的代表作之一。

## 剧情簡介
“寒星剑”乃铸劍师王十骑为剑术名家花千树（田丰饰演）专门铸造，也是王十骑铸造的最后一件兵器。花千树欲将“齐物剑”交给王十骑重造，然王十骑看出由于“齐物”的铸造者怀有恨意，因而此剑十分凶险将于花千树不利，留在身边则花千树必将死于此剑下，力劝花千树将之抛弃。整个故事在这个可怕的预言下展开……
少年剑客李蓦然师承古柳，一意找寻花千树下落，欲求一战。当他找到早已废弃的花宅，等待他的是一个苦等12年早已发狂的无名剑客（刘兆铭饰演），李蓦然数回合间打败了狂剑客，不料狂剑客竟然在绝望中割下自己的头颅。这也警示李蓦然这个怀有同样憧憬的剑客其未来的命运。
李驀然路遇遭仇家追殺的花盈之後結伴同行，但兩人互不知對方底細。後又巧遇李過去的愛侶言小語，得知小語已奉父母之命嫁予連環。連環手下陳鐵衣為護小語而襲擊李驀然不勝，連環斥退陳鐵衣後著意結納，但李無意逗留。當夜連環與小語為李而起勃谿，陳鐵衣復偷襲李驀然得手。李驀然重傷之餘勉力逃出，幸為鉉姬所救。
李傷愈後得知鉉姬識得花千樹之女花盈之，適逢盈之落入仇家之手。鉉姬贈齊物劍予李驀然以救盈之。李驀然救下盈之護其返家後得遇花千樹遂求戰，花千樹因其救女之德概然允之，盈之不樂。李驀然持齊物劍勝花千樹後方知其抱病多年，功力已不復過往。當夜陳鐵衣殺花千樹奪寒星劍而走，盈之對李誤解更深。言小語訪盈之分說李連二人之為人，卻不為所信，反遭盈之送返連環處。
盈之造李驀然處欲有所為，適逢陳鐵衣襲殺李驀然以奪齊物劍，夜襲不勝，反為所殺。死前吐露乃連環所為。李花二人入連環處探訪真相。李連二人一言不合動手。落居下風的李驀然重傷之餘勉力以齊物劍反殺與寒星人劍合一之連環。盈之探得小語已死。李驀然傷心欲絕，花盈之大錯鑄成，無可挽回，黯然不告而別。李驀然持劍獨行，最終，將手中之劍拋入海中。

## 演员
| 演員   | 角色     | 粵語配音 |
| ------ | -------- | -------- |
| 郑少秋 | 李蓦然   | 郑少秋   |
| 徐少强 | 连环     | 盧雄     |
| 高雄   | 陈铁衣   |          |
| 田丰   | 花千树   | 金貴     |
| 徐     | 花盈之   | 何錦華   |
| 魏秋樺 | 铉姬     | 車森梅   |
| 陈琪琪 | 言小语   |          |
| 李海生 | 仇欢     |          |
| 劉兆銘 | 無名劍客 | 馮錦倫   |
| 劉一帆 | 白鴿老人 | 馮永和   |
| 吳桐   | 王十騎   | 李學儒   |

## 歌曲
- 主題曲：〈名劍〉
  - 作曲、編曲：顧嘉煇
  - 填詞：黃霑
  - 主唱：鄭少秋

## 外部連結
- 香港影庫上《名劍》的資料（繁體中文）
- 開眼電影網上《名劍》的資料（繁體中文）
- 豆瓣电影上《名劍》的資料 （简体中文）
- 时光网上《名劍》的資料（简体中文）
- AllMovie上《名劍》的资料（英文）
- 爛番茄上《名劍》的資料（英文）
- 互联网电影数据库（IMDb）上《名劍》的资料（英文）